# Gmina Zagrodno
Die Gmina Zagrodno ist eine Landgemeinde im Powiat Złotoryjski der Woiwodschaft Niederschlesien in Polen. Ihr 
Verwaltungssitz ist das gleichnamige Dorf (deutsch Adelsdorf) mit 1538 Einwohnern (2009).
Von 1975 bis 1998 gehörte die Gemeinde zur Woiwodschaft Legnica.
Die Gemeinde verfügt über fünf Grundschulen (szkoła podstawowa) und eine Mittelschule (gimnazjum).

## Geographie

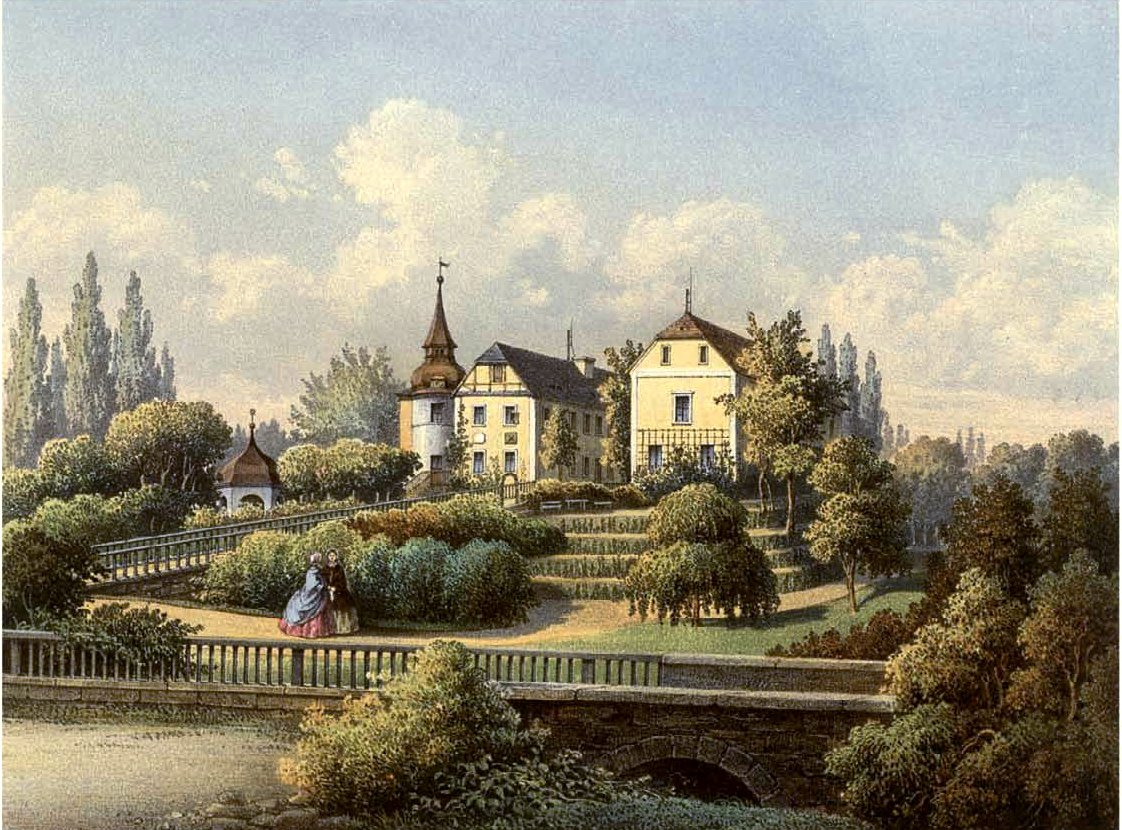
Schloss Adelsdorf um 1860, Sammlung Alexander Duncker

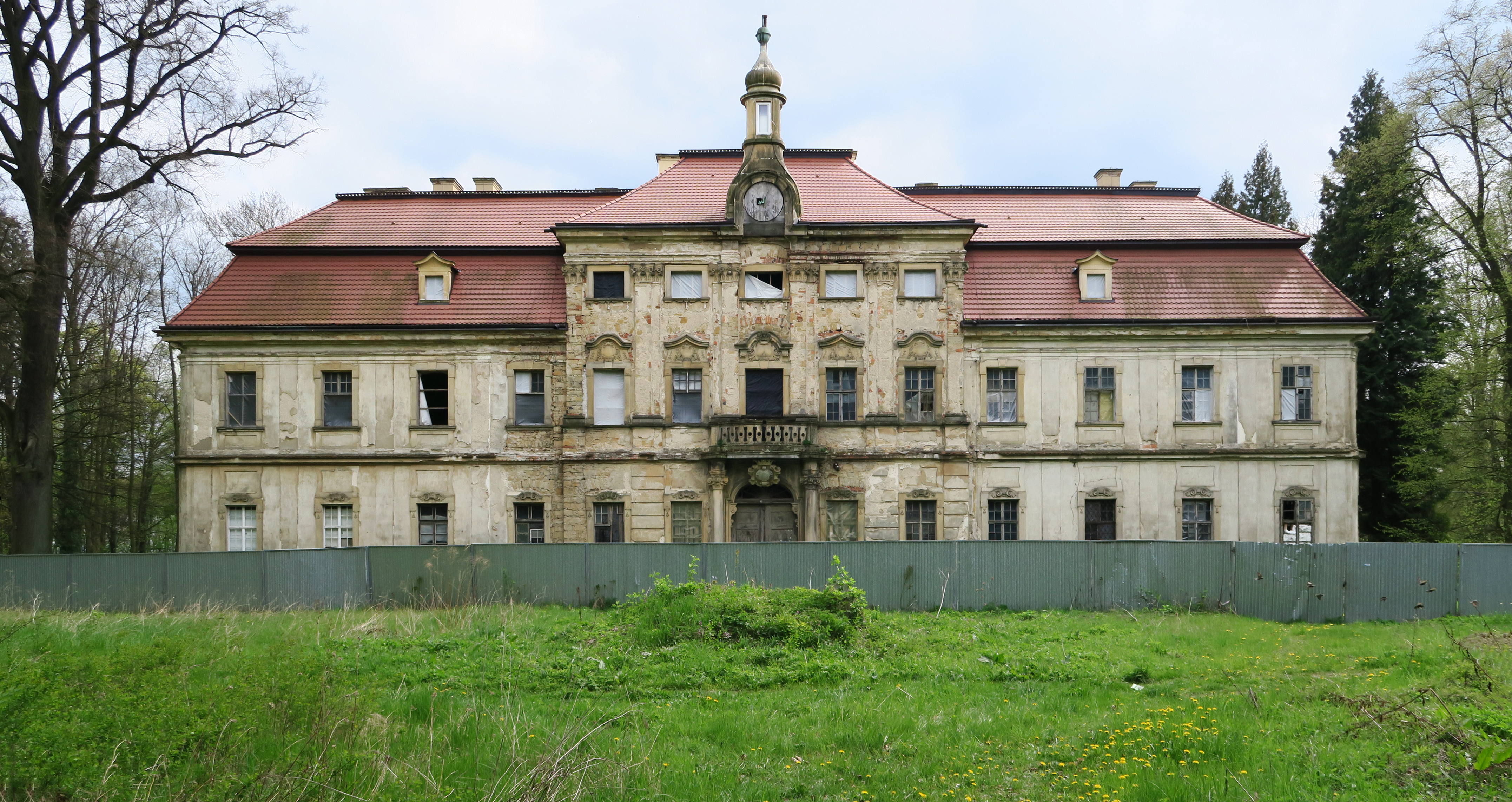
Schloss Gröditzberg

Die Gemeinde hat eine Fläche von 122,09 km², wovon 81 % landwirtschaftlich genutzt werden und 9 % bewaldet sind. Zagrodno liegt 8,5 km nördlich der Kreisstadt Złotoryja und 20 km westlich von Legnica.
Durch die Gemeinde verläuft die Droga wojewódzka 963.

## Gliederung
Die Landgemeinde Zagrodno hat 10 Sołectwa (Schulzenämter) (deutsche Namen bis 1945):
| - Brochocin (Brockendorf) - Łukaszów (Seifersdorf) - Grodziec (Gröditzberg) - Jadwisin (Sankt Hedwigsdorf) - Modlikowice (Modelsdorf) | - Olszanica (Alzenau) - Radziechów (Märzdorf) - Uniejowice (Leisersdorf) - Wojciechów (Voitsdorf) - Zagrodno (Adelsdorf) |

Ein weiterer Ort der Landgemeinde ist Garnczary (Töppendorf).

## Persönlichkeiten
- Herbert von Dirksen (1882–1955), Gutsherr auf Gröditzberg bei Adelsdorf sowie Botschafter und Autor
- Anton Saurma von der Jeltsch (1836–1900), Diplomat; in Adelsdorf geboren
- Rudolf Quoos (1820–1904), Rittergutsbesitzer auf Oberbrockendorf und Reichstagsabgeordneter.